# Sexual Harassment
"Sexual Harassment" é o segundo episódio da segunda temporada da série de televisão estadunidense The Office, o oitavo no geral. Foi escrito por B. J. Novak e dirigido por Ken Kwapis. A gravação foi ao ar pela primeira vez em 27 de setembro de 2005 nos Estados Unidos, pela NBC. "Sexual Harassment" teve a primeira aparição do personagem recorrente Todd Packer (interpretado por David Koechner), depois dele ser ouvido através de um telefonema no piloto.
A série retrata a vida cotidiana dos funcionários da filial da empresa de papel Dunder Mifflin em Scranton. Neste episódio, Michael Scott (Steve Carell) fica preocupado quando é obrigado a receber orientação sobre assédio sexual. Enquanto isso, Pam Beesly (Jenna Fischer) aguarda ansiosamente a chegada de sua mãe e o desagradável amigo de Michael, Todd Packer (David Koechner), passa o dia no escritório.
Novak se inspirou para escrever o episódio depois de participar de um seminário sobre assédio sexual da NBC, que ocorreu antes do início da série. Muitas piadas e experiências pessoais foram adicionadas ao roteiro. Esta gravação foi ao ar com um aviso de que continha conteúdo adulto, o que é raro em uma comédia da emissora. "Sexual Harassment" recebeu críticas moderadamente positivas. O episódio foi visto por 7,13 milhões de telespectadores.

## Sinopse
O melhor amigo de Michael Scott, Todd Packer, surpreende a equipe com fofocas sobre um escândalo na administração da empresa. Toby Flenderson então informa que fará uma revisão das políticas conta assédio sexual após um diretor da Dunder Mifflin renunciar em decorrência de denúncias feitas por sua secretária. A preocupação de Michael de que isso prejudicará seu ambiente descontraído se transforma em indignação quando descobre que a sede está enviando um advogado para falar com ele. Michael zomba de um vídeo informativo sobre assédio sexual, mas os comentários incorretos são interrompidos quando Jan Levinson e o advogado chegam.
Enquanto Michael anuncia com raiva que não pode mais ser amigo de sua equipe e nunca mais contará outra piada para enviar um processo, Jim Halpert o incita a quebrar sua promessa imediatamente. Depois de entender que o advogado é contratado para ajudá-lo, Michael fica feliz, inclusive defendendo Phyllis de uma piada inapropriada feita por Packer, dizendo a todo o escritório que acha ela "atraente".
Enquanto isso, Pam Beesly espera com ansiedade a chegada de sua mãe. Ao chegar, ela pergunta em sussurros "qual deles é o Jim?", deixando sua filha envergonhada.

## Produção

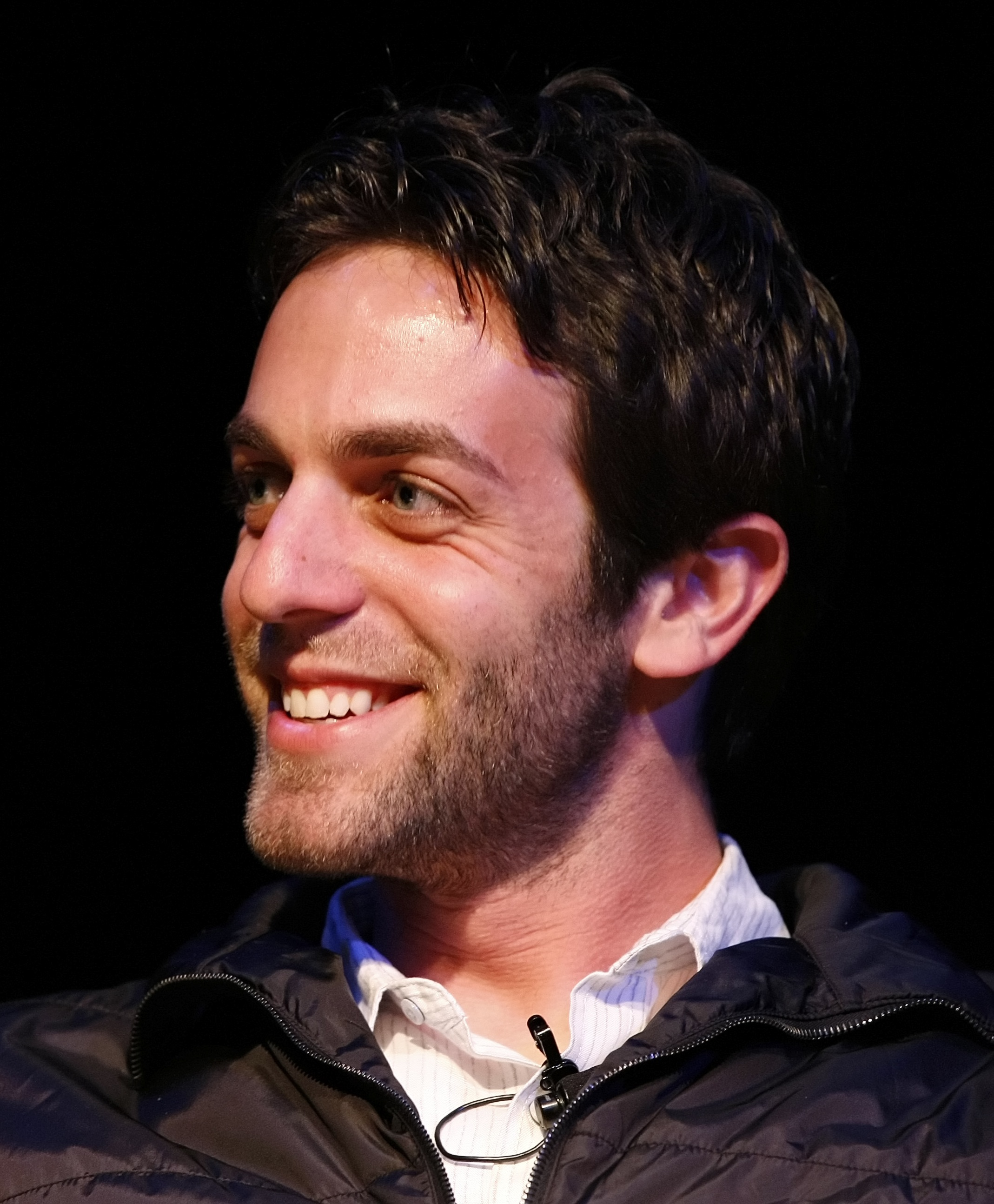
O escritor do episódio, B. J. Novak

"Sexual Harassment" foi escrito por B. J. Novak, que também interpreta Ryan Howard. O episódio foi o terceiro dirigido por Ken Kwapis. Ele já havia dirigido o piloto e "Diversity Day". A inspiração para o roteiro foi o seminário sobre assédio sexual da NBC que o elenco e a equipe técnica tiveram que comparecer antes do início da série. Tendo ambas trabalhado em escritórios antes de The Office, Jenna Fischer e Angela Kinsey afirmaram que nos dias das palestras eram assediadas por seus colegas como uma piada. Essa experiência foi adicionada ao episódio. "Sexual Harassment" apresenta o bordão "foi o que ela disse", que o escritor B. J. Novak diz ter ouvido repetidamente na faculdade. A piada de apontar pra si mesmo com os polegares após questionar "quem tem dois polegares e (gosta/odeia algo)?" também vem de sua época de estudos. Fischer revelou mais tarde que grande parte da conversa de Dwight com Toby sobre anatomia feminina foi improvisada.
Quando chegou a hora de escalar Todd Packer, a primeira escolha da equipe foi David Koechner, que estrelou ao lado de Carell a comédia Anchorman: The Legend of Ron Burgundy de 2004. A produção do episódio teve que ser adiada para que ele pudesse ser contratado para o papel. Novak observou que Koechner foi um dos poucos atores "talentosos o suficiente para fazer Steve Carell dar risada fora de hora", argumentando que "valeu a pena" os atrasos.
Ao decidir qual carro Packer teria, o escritor B. J. Novak quis usar um Mustang, mas nenhum estava disponível. O produtor Kent Zbornak decidiu comprar um Corvette vermelho para o personagem, com Novak considerando ser "ainda melhor". Este episódio foi ao ar com um aviso de que continha conteúdo adulto, o que é raro em uma comédia da emissora. Novak revelou que insistiu para aceitarem a palavra "tesão", porque outro sinônimo não tinha "a mesma redenção para Michael no final". Em decorrência, uma emissora em Kentucky recusou-se a transmitir a gravação. A mãe de Pam foi interpretada por Shannon Cochran, sua única aparição na série. Cochran não pôde interpretar novamente a personagem em "Niagara" da sexta temporada, devido conflitos de agenda. Por causa de seu contrato no teatro foi substituída por Linda Purl.